# Pomacanthus imperator
O peixe-anjo-imperador (Pomacanthus imperator) é um peixe do género Pomacanthus. Como sucecede com a maioria dos peixes-anjo, a coloração juvenil desta espécie é diferente da dos adultos. Os peixes jovens apresentam anéis azuis e brancos sobre um fundo preto-azulado, mas desenvolvem listas azuis claras e amarelas quando se tornam adultos.